# Raffaele Faccioli
Raffaele Faccioli (Bologna, 27 dicembre 1845 – Bologna, 2 giugno 1916) è stato un pittore italiano.

## Biografia

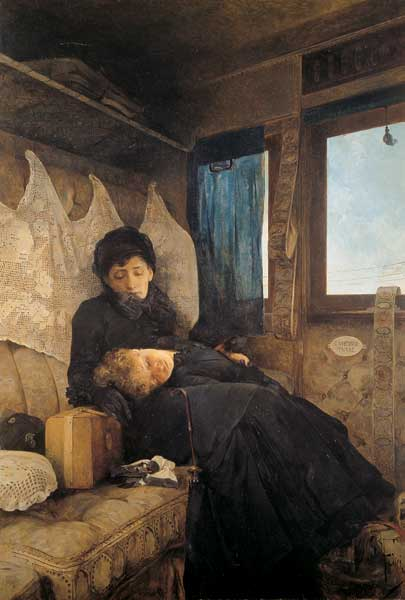
Viaggio triste, olio su tela, 1882

Figlio di Francesco e Agata Collina, studiò pittura con il purista Antonio Puccinelli all'Accademia di belle arti di Bologna e con il realista Luigi Busi al Collegio Venturoli, dove era stato ammesso nel 1849. Qui vinse nel 1867 la pensione Angiolini e si trasferì a Firenze per studiare con Saverio Altamura, e poi a Roma. Quell'anno il suo dipinto Abbandono preveduto fu acquistato dal ministero della Pubblica Istruzione, e Il giorno dei morti fu acquistato da Vittorio Emanuele II.
Del 1870 è il Belisario e sua figlia Giovannina che presenta tutti i tratti caratteristici della sua arte: abilità tecnica, cura dei particolari, moralismo sentimentale. Incontrò il gusto del pubblico e l'apprezzamento della critica con Il congedo dalla nonna, premiato all'Esposizione d'Arti Belle di Parma nel 1870, Le ore due nella piazza S. Marco, premiato all'Esposizione universale di Vienna nel 1873 (dove viaggiò insieme agli amici Mario de Maria, Luigi Serra e Giovanni Bedini), Nessun maggior dolore che ricordarsi del tempo felice nella disgrazia, premiato a Bologna nel 1875.
Il Viaggio triste, del 1882, fu acquistato dalla Galleria nazionale d'arte moderna di Roma, mentre il Ritratto di Olindo Guerrini ottenne una menzione all'Esposizione universale di Parigi nel 1900. Nel 1898 partecipò alla Esposizione generale italiana di Torino. Si avvicinò al nuovo clima simbolista con Falciatori, alla Pinacoteca nazionale di Bologna, Appennino, esposto a Saint Louis nel 1904 e all'Esposizione del Sempione di Milano nel 1906, Dramma rusticano, presentato alla Biennale di Venezia del 1905 e in altri paesaggi del suo ultimo periodo.
Nel 1879 era stato chiamato all'Accademia di Belle Arti di Bologna, e ne fu presidente dal 1905 alla morte, avvenuta nel 1916. Raffaele Faccioli, nell'ultima parte della sua vita fu anche amministratore del Collegio artistico Venturoli.
È sepolto nella tomba di famiglia nel Chiostro V del Cimitero monumentale della Certosa di Bologna.